# Marcello Lippi

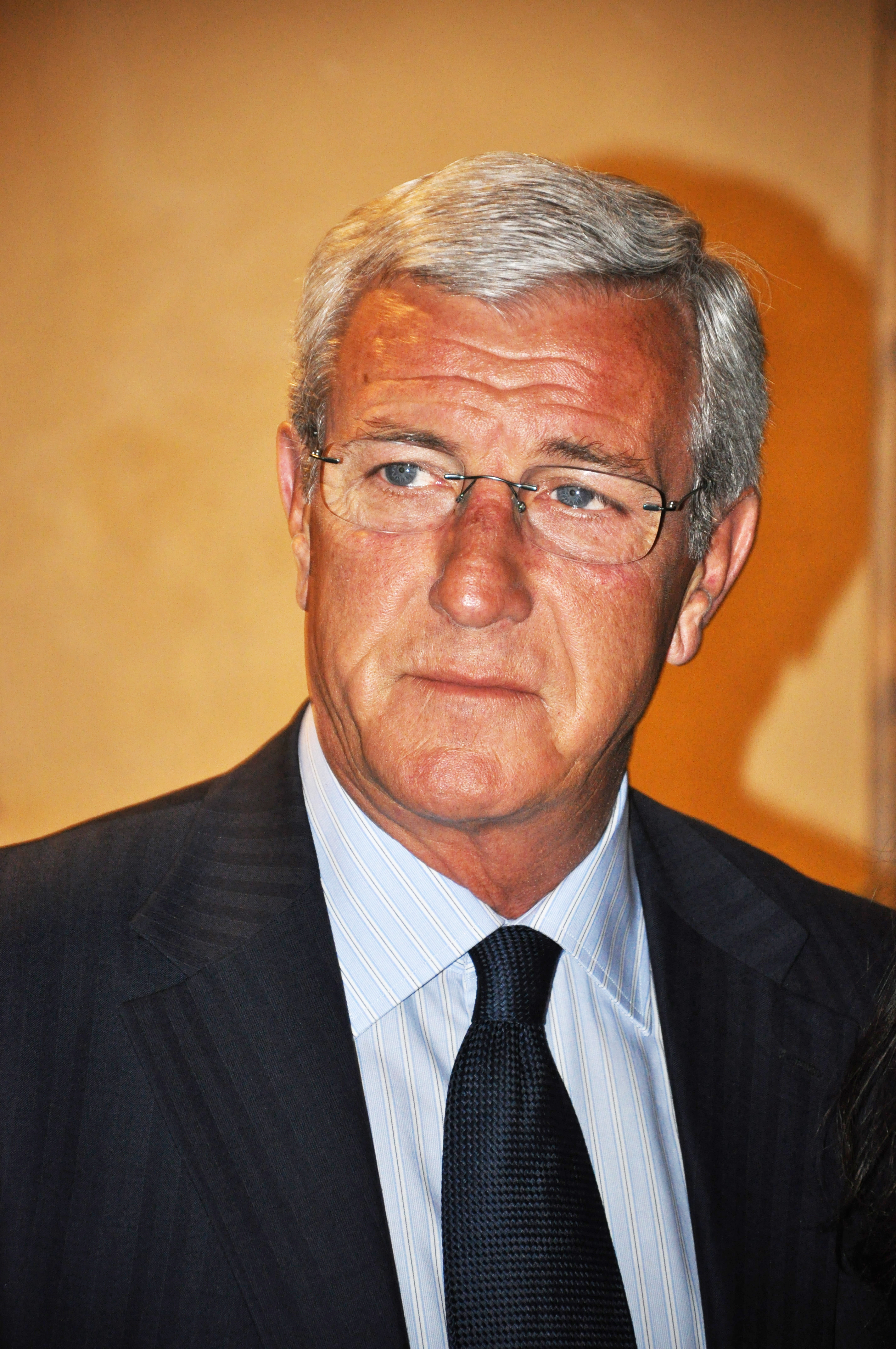
Marcello Lippi, 2010.

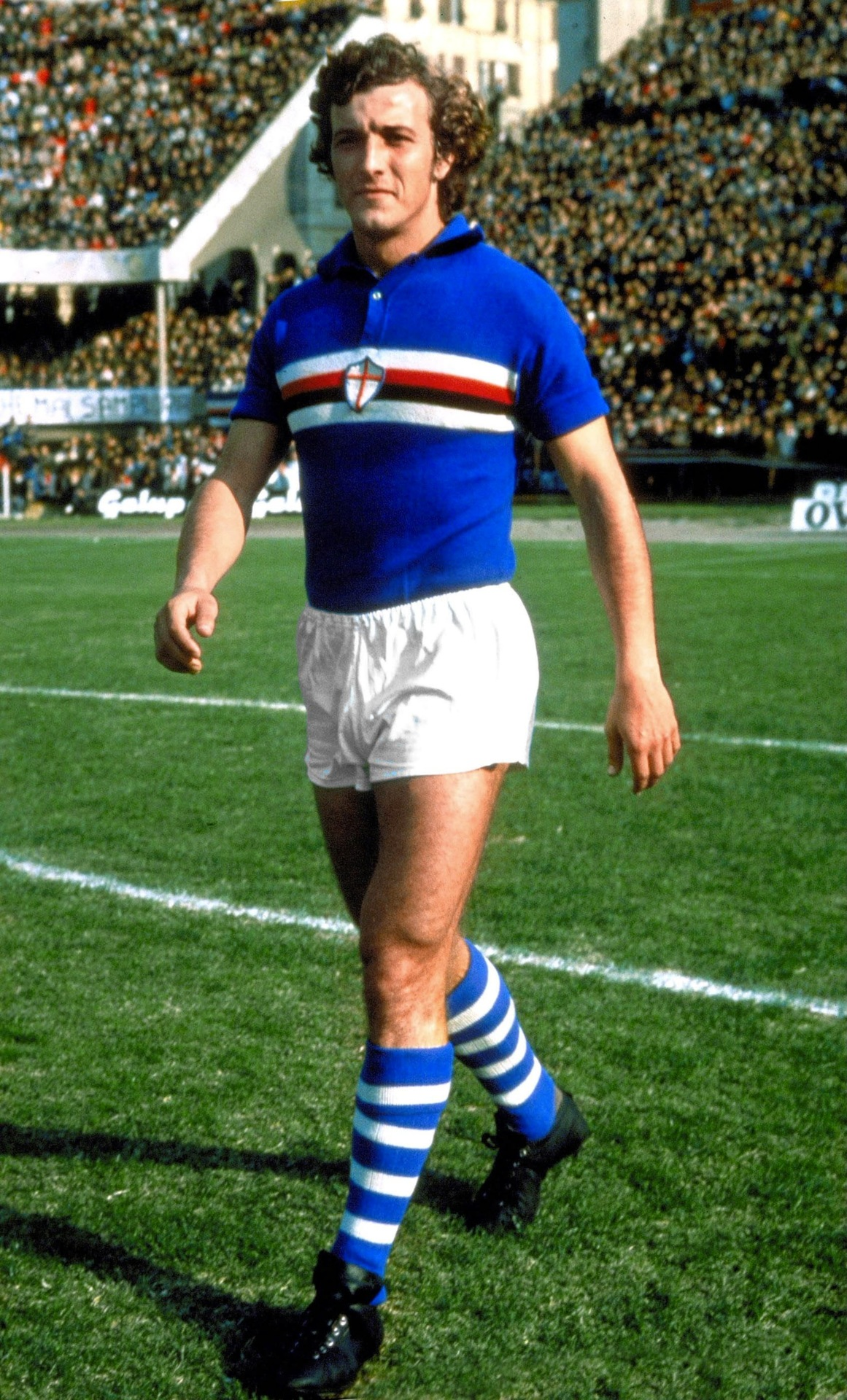
Marcello Lippi med Sampdoria, 1972.

Marcello Lippi, född 11 april 1948 i Viareggio, är en italiensk fotbollstränare och -spelare.

## Tränarkarriär
Marcello Lippi tränade ett antal smålag, innan han i början av 1980-talet togs upp i Sampdorias tränarstab.
Sitt stora genombrott fick han under 1990-talet då han ledde krisdrabbade Napoli till en sjätteplats i Serie A. 1994 utnämndes han till tränare för storlaget Juventus och med Lippi vid rodret vann de Serie A 1995, 1997 och 1998. Champions League-titeln erövrades i maj 1996 på Roms Olympiastadion då Juventus vann finalen på straffar mot holländska Ajax.
1999 gjorde han en kort sejour med Milanolaget Inter innan han hösten 2001 återgick till Juventus. I sin andra sejour med Juventus vann laget Serie A både 2002 och 2003. Man nådde även Champions League-finalen 2003 men förlorade emot ärkerivalen AC Milan efter straffar.
Efter Italiens landslags misslyckade EM-slutspel 2004 i Portugal, blev Lippi i juli 2004 ny förbundskapten för Italien. Under hans ledning vann Italien VM-guld 2006 i Tyskland, landets fjärde VM-guld totalt (första sedan 1982). Några dagar efter VM-segern meddelade Lippi sin avgång. Efter Italiens misslyckade EM-slutspel 2008 i Schweiz och Österrike återkom Lippi den 26 juni 2008 som förbundskapten för Italien. Efter ett totalt misslyckat VM 2010 i Sydafrika (1–1 mot både Paraguay och Nya Zeeland, förlust med 3–2 mot Slovakien och därmed sistaplats i gruppen) avgick Lippi och ersattes av Cesare Prandelli.
I maj 2012 meddelade den kinesiska klubben Guangzhou Evergrande att man skrivit ett två och ett halvt års kontrakt med Lippi. 2016 tog han över uppdraget som förbundskapten för Kinas landslag.

## Klubbar som spelare
- Viareggio (som ungdom, 1963–1969)
- Sampdoria (1969–1979)
  -  → Savona (lån, 1969–1970)
- Pistoiese (1979–1981)
- Lucchese (1981–1982)

## Tränaruppdrag
- Sampdoria (ungdomslag, 1982–1985)
- Pontedera (1985–1986)
- Siena (1986–1987)
- Pistoiese (1987–1988)
- Carrarese (1988–1989)
- Cesena (1989–1991)
- Lucchese (1991–1992)
- Atalanta (1992–1993)
- Napoli (1993–1994)
- Juventus (1994–1999)
- Inter (1999–2000)
- Juventus (2001–2004)
- Italiens landslag (2004–2006, 2008–2010)
- Guangzhou Evergrande (2012–2014)
- Kinas landslag (2016–2019)

## Meriter
- VM-guld 2006
- Italiensk mästare 1995, 1997, 1998, 2002 och 2003
- Italiensk cupmästare 1995
- Italiensk supercupmästare 1995, 2002
- Champions League-mästare 1996
- Europeiska supercupmästare 1997
- Interkontinentalcupmästare 1996